# José Inácio Barcelos da Silveira
 José Inácio Barcelos da Silveira  (Ilha Terceira, Açores, Portugal) foi um escritor e historiador português.
Escreveu: Memória sobre a contra-revolução na ilha Terceira em 1828, Lisboa, 1834. Referidos subsídios.
Existe no Centro de conhecimento dos Açores o passaporte nº 245 de  9 de Novembro de 1837 que informa que José Inácio Barcelos da Silveira, com a idade de 48, já viúvo, partiu da ilha Terceira com destino a Lisboa acompanhado pelos filhos D. Maria, D. Luzia, D. Isabel e António e uma criada preta. 